# Callicosta
Callicosta là một chi rêu trong họ Daltoniaceae.